# Anauxesis elongata
Anauxesis elongata là một loài bọ cánh cứng trong họ Cerambycidae.